# Digitonthophagus
Digitonthophagus é um gênero de besouros da família Scarabaeidae e superfamília Scarabaeoidea. Foi considerado um subgênero de Onthophagus por algumas autoridades. Uma revisão do táxon foi publicada em 2017.